# 近親婚的内縁配偶者遺族年金訴訟
近親婚的内縁配偶者遺族年金訴訟（きんしんこんてきないえんはいぐうしゃいぞくねんきんそしょう）は近親婚的内縁配偶者の遺族年金受給に関する訴訟。

## 概要
1958年に茨城県内に住む女性は12歳年上の叔父に前妻との間にもうけた幼児の面倒を見る人がいなかったこともあり、一族の長であった祖父の勧めにより叔父と結婚した。民法第734条による3親等以内の傍系血族との婚姻を禁止した近親婚禁止規定に抵触していたため、町役場は婚姻届を受理しなかったが、町長が結婚を認める証明書を出した。女性は叔父である夫との間に2人の子供を産んでおり、2000年12月に夫が72歳で死亡するまで、2人は42年間にわたって内縁関係にあった。
叔父である夫の死亡後に女性は遺族年金を請求した。夫は厚生年金に加入していたため、厚生年金保険法では遺族年金を受給できる「配偶者」に「事実上婚姻関係と同様の事情がある者」を含めているが、社会保険庁は「事実上の婚姻関係と同様とは言えない」として不支給処分とした。女性は不支給処分の取り消しを求めて提訴した。
国側は「資格を認めれば、国家が反倫理的な近親婚を公認することにつながる」と主張したが、2004年6月22日に東京地裁は「遺族の生活保障のために年金を支給しても、国が近親婚を認めることにはならない」とし、その上で親族間の婚姻が比較的多い地域性や夫婦関係が40年以上続いて職場や地域社会に認められていたことを総合的に考慮して「法的な婚姻関係に等しい」とし、また「一度は親子の関係にあった者が内縁になった場合とは社会的評価や抵抗感が異なる」と判示した上で女性の遺族年金受給権を認める判決を言い渡した。
2005年5月31日に東京高裁は「婚姻法秩序に反し、公益を害する内縁関係は厚生年金保険法が定める配偶者には当たらない」として女性の請求を棄却する逆転判決を言い渡した。
2007年3月8日に最高裁は「親子など直系血族や兄妹など2親等の傍系血族間の内縁関係では反倫理性、反公益性が極めて大きいとして受給権が認められないが、農村部では農業後継者の確保等の理由から叔父と姪など3親等間の結婚が地域で受け入れられていた社会的背景があったため、叔父と姪の内縁関係でも経緯や生活期間の長さや子の有無、周囲の受け止め方等を総合判断して反倫理性や反公益性が著しく低ければ遺族年金の受給権は認められる」との判断を下し、高裁判決を破棄して女性の遺族年金受給権を認める判決が言い渡された。なお、判決文からもわかる通り、本判決はあくまで3親等の傍系血族間を対象とする判断であり、あわせて、「民法の近親婚禁止法制と地方的慣習との相克という社会的、時代的背景を有しない」場合については、本判決の判示内容は及ばないと解される。また、横尾和子裁判官は「民法は3親等の傍系血族間の婚姻を禁止しており、不支給処分に違法性はない」とする反対意見を述べており、横尾は元社会保険庁長官という経歴があったことから原告側が「裁判の公正が妨げられる」として忌避を申し立てていたが、退けられていた。

## その他
1985年2月14日の最高裁判決では亡夫の連れ子と内縁関係にあった女性の遺族年金請求訴訟について「『一たん適法に成立した婚姻により直系姻族としての生活感情を生じた者の間に婚姻を認めることは社会の倫理をみだすとの観点から規定されたものであって、同条に抵触する場合には婚姻の届出は受理されず、有効に婚姻関係に入ることができないものである以上』、夫の連れ子と内縁関係にあったとしても、『婚姻の届出をしていないが、事実上婚姻関係と同様の事情にある者』にはあたらない」として却下している。なお、この女性は1950年3月に男性と法律婚をして一子をもうけるも1年半後の1951年に死亡し、その約7年後の1958年から亡夫の連れ子と性的関係をもつようになり、亡夫の連れ子との法律婚は直系姻族関係にあった者同士の婚姻を禁じた民法第735条の規定に違反するため婚姻届の提出を断念したものの、三子をもうけ亡夫の連れ子から認知を得るという内縁関係が1981年に亡夫の連れ子が死亡するまで約23年間続いていたという背景があった。

### 書籍
- 松本恒雄、潮見佳男、羽生香織 編『民法』 3巻《親族・相続》（第2版）、信山社〈判例プラクティス〉、2020年12月18日。ASIN 4797226390。ISBN 978-4-7972-2639-3。 NCID BC0488330X。OCLC 1228110345。全国書誌番号:23482411。

### 論文
- 渡邊絹子「養親子間にある者の内縁関係と遺族年金受給権者たる配偶者該当性」『社会保障研究』第8巻第1号、国立社会保障・人口問題研究所、2023年6月、57-60頁、CRID 1390297814402292480、doi:10.50870/0002000093、ISSN 0387-3064、OCLC 9947720622、国立国会図書館書誌ID:032953312。